# Pécsi-Pilch Dezső
Pécsi-Pilch Dezső (Pécs, 1888. június 15. – Budapest, 1949. június 16.) festőművész, művészpedagógus, főiskolai tanár, Pilch Jenő (1872–1937) történész, akadémikus testvére.

## Pályafutása
Pilch Antal (1844–1925) kúriai bíró és Wlassák Sarolta (1846–1907) fiaként született. A pécsi ciszterci gimnáziumban érettségizett 1906-ban. Művészeti tanulmányait Budapesten kezdte, majd Münchenben folytatta. Hazatérése után első magyarországi sikerét Szürkületkor című képével aratta. 1912-ben szerepelt először a Műcsarnokban Öntöző kút című képével. 1918-ban a Képzőművészeti Főiskola rendes tanára lett, majd 1920-ban a Képzőművészeti Főiskola átszervezésén dolgozott Lyka Károllyal és Réti Istvánnal közösen, 1923-ban pedig megalapította az Új Művészek Egyesületét (UME). Művei elsősorban a Vaszary János közvetítésével átvett franciás expresszionizmus szellemében készült világos színhatású tájképek és csendéletek, melyekkel többször is szerepelt kiállításokon. 1932-ben képeit önálló gyűjteményes kiállításon mutatta be.
Házastársa Schmidt Antónia Mária volt, akit 1912 szeptemberében Budapesten vett feleségül. Lánya Pilch Erzsébet, férjezett Gosztonyi Gyuláné.
A Farkasréti temetőben nyugszik.